# Radoslav Suchý
Radoslav Suchý (* 7. dubna 1976 Kežmarok) je slovenský hokejový trenér a bývalý hokejový obránce.

## Kariéra

### Hráčská kariéra
Radoslav Suchý začal svou hokejovou kariéru v týmu ŠKP PS Poprad, za který debutoval ve slovenské extralize v sezóně 1993/94. Byl draftován v importním draftu CHL v roce 1994 týmem Sherbrooke Faucons, který si ho vybral celkově z 28 místa. Ve Sherbrooke Faucons, působící v juniorské sotěži Quebec Major Junior Hockey League, strávil tři roky. V roce 1995 byl jmenován do All-Rookie Týmu a v roce 1997 do druhého All-Star týmu ligy. Na začátku roku 1997 přestoupil k ligovému rivalu Chicoutimi Saguenéens, se kterými se zúčastnil Memorial Cupu a získal cenu George Parsons Trophy pro nejférovějšího hráče. 26. září 1997 podepsal smlouvu s týmem Phoenix Coyotes jako volný hráč. V seniorském hokeji začínal na farmách v klubu Las Vegas Thunder hrající soutěž International Hockey League a Springfield Falcons hrající soutěž American Hockey League. 23. října 1999 se dočkal prvního zápasu v NHL, s Phoenixem Coyotes se utkal proti Washingtonu Capitals. 22. srpna 2000 prodloužil smlouvu s Phoenixem o tři roky. Ve Phoenixu odehrál celkem pět sezón, ve kterých si za 372 zápasů (nejvíc ze Slováků) připsal 63 bodů.
6. července 2004 byl vyměněn s výběrem 6. kola vstupního draftu v roce 2005 (Derek Reinhart) do týmu Columbus Blue Jackets za 4. kolo vstupního draftu v roce 2005. Během výluky v sezóně 2004/05 se Suchý vrátil do svého bývalého klubu v Popradu, za který ve 34 zápasech základní části zaznamenal celkem 15 bodů včetně pěti branek. Po návratu do NHL podepsal smlouvu s Columbus Blue Jackets, za které v sezóně 2005-06 zaznamenal celkem osm bodů včetně jednoho gólu v 79 zápasech. Jeho poslední zápas v NHL byl proti týmu Dallas Stars. Po jedné sezóně Suchý opustil Blue Jackets a 18. srpna 2006 podepsal smlouvu se ZSC Lions ze švýcarské nejvyšší soutěže, za který hrál další čtyři roky. S týmem se v roce 2008 stal švýcarským mistrem a v roce 2009 vyhráli Ligu mistrů.
Poté, co se HC Lev Poprad stal prvním slovenským týmem, který byl přijat do Kontinentální hokejové ligy, se Suchý vrátil do své vlasti pro sezónu 2010/11 a podepsal smlouvu s nováčkem KHL z Popradu. Vzhledem k tomu, že nezačal hrát, Suchý nejprve trénoval v HK Poprad a až na začátku září dostal smlouvu. Pro sezónu 2011/12 podepsal smlouvu s Avangardem Omsk z KHL. Po pouhých pěti zápasech, ve kterých si připsal dvě asistence, opustil v říjnu 2011 Avangard Omsk a vrátil se do HK Poprad. Za svůj mateřský klub hrál do roku 2017. Poslední dva roky strávil v MHk 32 Liptovský Mikuláš. Hráčskou kariéru ukončil v roce 2019 a stal se trenérem v HK Poprad. 

### Trenérská kariéra
Po ukončení hráčské kariéry se dal na trenérskou kariéru. Začínal jako asistent hlavního trenéra juniorského celku HK Poprad. Od sezony 2021/22 doplnil seniorský realizační tým na postě asistenta trenéra.

## Ocenění a úspěchy
- 1995 QMJHL – All-Rookie Tým
- 1997 QMJHL – Druhý All-Star Tým
- 1997 QMJHL – George Parsons Trophy
- 1999 AHL – All-Star Game
- 2005 ČHL/SHL – Utkání hvězd české a slovenské extraligy
- 2009 HLM – Nejlepší nahrávač mezi obránci
- 2011 SHL – All-Star Tým
- 2011 SHL – Nejlepší nahrávač v playoff

## Prvenství

### NHL
- Debut – 23. října 1999 (Phoenix Coyotes proti Washington Capitals)
- První asistence – 3. listopadu 1999 (San Jose Sharks proti Phoenix Coyotes)
- První gól – 17. listopadu 2001 (Phoenix Coyotes proti New York Islanders)

### KHL
- Debut – 12. září 2011 (HK Dinamo Minsk proti Avangard Omsk)
- První asistence – 12. září 2011 (HK Dinamo Minsk proti Avangard Omsk)

## Klubová statistika
| Sezóna       | Klub                     | Soutěž       |     | Základní část | Základní část | Základní část | Základní část | Základní část |   | Play off | Play off | Play off | Play off | Play off |
| Sezóna       | Klub                     | Soutěž       | Z   | G             | A             | B             | TM            | Z             | G | A        | B        | TM       |          |          |
| 1993/1994    | HK Poprad 20             | SHL-20       | 30  | 11            | 12            | 23            | 16            | —             | — | —        | —        | —        |          |          |
| 1993/1994    | HK Poprad                | SHL          | 3   | 0             | 0             | 0             | 0             | —             | — | —        | —        | —        |          |          |
| 1994/1995    | Sherbrooke Faucons       | QMJHL        | 69  | 12            | 32            | 44            | 30            | 7             | 0 | 3        | 3        | 2        |          |          |
| 1995/1996    | Sherbrooke Faucons       | QMJHL        | 68  | 15            | 53            | 68            | 68            | 7             | 0 | 3        | 3        | 2        |          |          |
| 1996/1997    | Sherbrooke Faucons       | QMJHL        | 32  | 6             | 34            | 40            | 14            | —             | — | —        | —        | —        |          |          |
| 1996/1997    | Chicoutimi Saguenéens    | QMJHL        | 28  | 5             | 24            | 29            | 24            | 19            | 6 | 15       | 21       | 12       |          |          |
| 1997/1998    | Las Vegas Thunder        | IHL          | 26  | 1             | 4             | 5             | 10            | —             | — | —        | —        | —        |          |          |
| 1997/1998    | Springfield Falcons      | AHL          | 41  | 6             | 15            | 21            | 16            | 4             | 0 | 1        | 1        | 2        |          |          |
| 1998/1999    | Springfield Falcons      | AHL          | 69  | 4             | 32            | 36            | 10            | 3             | 0 | 1        | 1        | 0        |          |          |
| 1999/2000    | Springfield Falcons      | AHL          | 2   | 0             | 1             | 1             | 0             | —             | — | —        | —        | —        |          |          |
| 1999/2000    | Phoenix Coyotes          | NHL          | 60  | 0             | 6             | 6             | 16            | 5             | 0 | 1        | 1        | 0        |          |          |
| 2000/2001    | Phoenix Coyotes          | NHL          | 72  | 0             | 10            | 10            | 22            | —             | — | —        | —        | —        |          |          |
| 2001/2002    | Phoenix Coyotes          | NHL          | 81  | 5             | 12            | 17            | 10            | 5             | 1 | 0        | 1        | 0        |          |          |
| 2002/2003    | Phoenix Coyotes          | NHL          | 77  | 1             | 8             | 9             | 18            | —             | — | —        | —        | —        |          |          |
| 2003/2004    | Phoenix Coyotes          | NHL          | 82  | 7             | 14            | 21            | 8             | —             | — | —        | —        | —        |          |          |
| 2004/2005    | HK Poprad                | SHL          | 34  | 5             | 10            | 15            | 24            | 5             | 0 | 0        | 0        | 2        |          |          |
| 2005/2006    | Columbus Blue Jackets    | NHL          | 79  | 1             | 7             | 8             | 30            | —             | — | —        | —        | —        |          |          |
| 2006/2007    | ZSC Lions                | NLA          | 44  | 4             | 10            | 14            | 38            | 7             | 0 | 0        | 0        | 12       |          |          |
| 2007/2008    | ZSC Lions                | NLA          | 50  | 5             | 20            | 25            | 52            | 17            | 0 | 2        | 2        | 26       |          |          |
| 2008/2009    | ZSC Lions                | NLA          | 48  | 6             | 25            | 31            | 69            | —             | — | —        | —        | —        |          |          |
| 2009/2010    | ZSC Lions                | NLA          | 44  | 2             | 23            | 25            | 28            | 7             | 0 | 4        | 4        | 6        |          |          |
| 2010/2011    | HK Poprad                | SHL          | 53  | 3             | 26            | 29            | 57            | 18            | 0 | 9        | 9        | 31       |          |          |
| 2011/2012    | Avangard Omsk            | KHL          | 5   | 0             | 2             | 2             | 2             | —             | — | —        | —        | —        |          |          |
| 2011/2012    | HK Poprad                | SHL          | 44  | 5             | 22            | 27            | 43            | 6             | 0 | 4        | 4        | 8        |          |          |
| 2012/2013    | HK Poprad                | SHL          | 35  | 3             | 21            | 24            | 56            | 7             | 0 | 1        | 1        | 24       |          |          |
| 2013/2014    | HK Poprad                | SHL          | 37  | 2             | 12            | 14            | 26            | —             | — | —        | —        | —        |          |          |
| 2014/2015    | HK Poprad                | SHL          | 54  | 3             | 20            | 23            | 18            | 12            | 1 | 4        | 5        | 8        |          |          |
| 2015/2016    | HK Poprad                | SHL          | 47  | 1             | 24            | 25            | 16            | —             | — | —        | —        | —        |          |          |
| 2016/2017    | HK Poprad                | SHL          | 47  | 8             | 12            | 20            | 14            | 4             | 0 | 1        | 1        | 0        |          |          |
| 2017/2018    | MHk 32 Liptovský Mikuláš | SHL          | 44  | 1             | 15            | 16            | 12            | —             | — | —        | —        | —        |          |          |
| 2018/2019    | MHk 32 Liptovský Mikuláš | SHL          | 41  | 4             | 10            | 14            | 12            | —             | — | —        | —        | —        |          |          |
| Celkem v NHL | Celkem v NHL             | Celkem v NHL | 451 | 14            | 57            | 71            | 104           | 10            | 1 | 1        | 2        | 0        |          |          |

## Reprezentace
| Rok                       | Tým                       | Soutěž                    | Z  | G | A | B  | TM |
| ------------------------- | ------------------------- | ------------------------- | -- | - | - | -- | -- |
| 1994                      | Slovensko 18              | ME-18 C                   | 6  | 1 | 7 | 8  | 2  |
| 1996                      | Slovensko 20              | MSJ                       | 6  | 2 | 1 | 3  | 0  |
| 2000                      | Slovensko                 | MS                        | 8  | 0 | 5 | 5  | 0  |
| 2003                      | Slovensko                 | MS                        | 9  | 0 | 3 | 3  | 4  |
| 2004                      | Slovensko                 | SP                        | 3  | 0 | 0 | 0  | 0  |
| 2005                      | Slovensko                 | MS                        | 7  | 0 | 0 | 0  | 0  |
| 2006                      | Slovensko                 | OH                        | 6  | 1 | 1 | 2  | 0  |
| Juniorská kariéra celkově | Juniorská kariéra celkově | Juniorská kariéra celkově | 12 | 3 | 8 | 11 | 2  |
| Seniorská kariéra celkově | Seniorská kariéra celkově | Seniorská kariéra celkově | 33 | 1 | 9 | 10 | 4  |